# ORP Nieuchwytny (1934)
L'ORP Nieuchwytny est un monitor lourd polonais armé de l’entre-deux-guerres, de la Seconde Guerre mondiale et de l’après-guerre.

## Conception
Jusqu’aux années 1930, la marine polonaise ne disposait pas d’unités intermédiaires entre les monitors fluviaux et les petites unités telles qu’une canonnière ou des cutters armés ordinaires. Par conséquent, le commandant Witold Zajączkowski a commandé le développement d’un projet pour une telle unité (dite de type N). C’est ainsi qu’est né le projet d’un monitor armé lourd, dont le seul exemplaire dans la flotte polonaise était l’ORP Nieuchwytny (en français : insaisissable).
Le monitor a été construit dans les années 1932 à 1934 dans le chantier naval de Modlin, subordonné à l’usine d’ingénierie d’État. Malgré quelques lacunes et changements structurels par rapport à la conception originale, le navire a été reçu, et incorporé le 27 avril 1934 dans la IIIe Escadre de combat de la flottille Pinsk. Le premier commandant de l’unité fut le maître d'équipage Czesław Majewski.
Cependant, la même année, après l’intervention du commandant Zajączkowski, il est apparu qu’il était nécessaire de remplacer les hélices par des hélices plus grandes et la vitesse du Nieuchwytny a augmenté de 18 km/h à plus de 21 km/h. Jusqu’à la fin de l’année, d’autres modernisations mineures ont également été effectuées. Cependant, les problèmes dans la construction du premier exemplaire de l’unité de type N ont entraîné l’abandon de la construction d’autres unités de ce type.
Le monitor était légèrement blindé : le blindage de la passerelle était de 12 mm, celui de la tourelle d’artillerie et des murs de la salle des machines de 8 mm, celui des côtés de la coque de 6 mm, celui du pont de 4 mm.

## Service

### Jusqu’en septembre 1939
Jusqu’en 1939, le navire a servi dans la flottille Pinsk. Cependant, en mars 1939, il a été décidé de créer le Détachement de la Vistule, qui comprenait également l’ORP Nieuchwytny. À cette époque, son commandant était le lieutenant Olgierd Koreywo, et son adjoint était le Bosmanmat Stanisław Marcisz.
Dans le cadre du transfert à la nouvelle unité, l’ORP Nieuchwytny est arrivé à Modlin à la mi-avril, mais dans la deuxième quinzaine de juin, il a été transféré à Toruń avec d’autres unités, pour se tenir dans le port de Brdyujście le 6 juillet. Cela était lié à la subordination du Détachement de la Vistule à l’armée de Poméranie et à l’ordre de renforcer la défense des ponts sur la Vistule.

### Campagne de septembre 1939
L’ORP Nieuchwytny a rejoint le 2 septembre le combat actif dans la guerre défensive, quand, avec d’autres unités, il a repoussé les raids de bombardiers à Fordon. Un bombardier a été abattu par les navires. Le lendemain, le monitor participe à l’évacuation des restes du régiment de cavalerie Starogard près de Strzelce. Dans les jours qui suivirent, l’ensemble de l’escadre protégea Toruń du côté de la rivière Drwęca. Le 8 septembre, l’ORP Nieuchwytny arriva à Włocławek. À cette époque, le monitor avait déjà de sérieux problèmes de navigation, en raison de la baisse assez rapide du niveau de l’eau.
Le 10 septembre, le navire a été presque complètement immobilisé en raison du mauvais état de la Vistule près de Popłacin. Par conséquent, son équipage l’a sabordé.

### Autres services
Après la fin des combats, le monitor a été inspecté par les Allemands et réparé à Płock. Jusqu’au début de 1945, il a servi comme Wachtkutter Pionier, participant au bombardement de la capitale pendant l’insurrection de Varsovie. Entre-temps, en 1944, son armement est modernisé.
Lors de l’offensive soviétique au début de 1945, les Allemands coulèrent le navire près de Płock, où il resta jusqu’au printemps 1947. C’est alors qu’il a été décidé de le renflouer. La rénovation de l’unité a été achevée à l’automne, et son nom a été changé pour la deuxième fois. Jusqu’à la fin de son service actif, l’ORP Nieuchwytny a servi sous le nom d’ORP Okoń. Dans les années 1947 à 1955, il était dans la région balnéaire de Szczecin. Durant la période 1955 à 1957, il servait dans les forces de protection des frontières. Le monitor a été mis hors service en 1957, et il a été ferraillé à Świnoujście en 1973.